# L'art de vivre
L'art de vivre (el arte de vivir) es una locución francesa cuyo significado es diferente en francés del que tiene en otros idiomas, como el inglés, en los que se usa como extranjerismo. En francés designa el conocimiento y la capacidad de adecuación del comportamiento de una persona a los usos y costumbres de otros países o culturas. Suele considerarse como muy importante para los diplomáticos, etnólogos y antropólogos, como muy útil para los emigrantes y como conveniente para los viajeros e incluso para los turistas. En otros idiomas esta locución hace simplemente referencia a la capacidad para disfrutar de los placeres de la vida.